# Castelul Niasviž
Castelul Niasviž, sau castelul Nesvij (în belarusă Нясвіжскі замак, Niasvižski zamak; în rusă Несвижский замок, Nesvijski zamok, în poloneză Nieświeski zamek) este un castel rezidențial din orașul Niasviž din Belarus, aparținând familiei Radziwiłł și înscris pe lista patrimoniului mondial UNESCO.

## Istorie
Moșia a fost proprietatea familiei de magnați belaruși Radziwiłł din 1533, când a fost dăruită lui Mikołaj Radziwiłł și fratelui său Jan Radziwiłł după stingerea liniei familiei Kiszka. Întrucât Radziwiłłii erau unul dintre cele mai importante și mai bogate familii nobiliare din Marele Ducat al Lituaniei, acolo au fost mutate Arhivele Lituaniene în 1551. În 1586, moșia  a fost transformată în ordynacja (moșie ce nu putea fi înstrăinată).
În 1582 Mikołaj Krzysztof „Sierotka” Radziwiłł, mareșal al Lituaniei, voievod de Trakai și de Vilnius și castelan de Šiauliai, a început construcția unei impozante vile cu trei etaje, în plan pătrat. Deși lucrările se bazau pe structura deja existentă a unui castel medieval, fostele fortificații au fost în întregime transformate într-o vilă în stil renascentist-baroc. Construcția a fost terminată în 1604, și după 50 de ani s-au adăugat mai multe galerii. Colțurile vilei au fost fortificate cu patru turnuri octogonale.
În 1706, în timpul Marelui Război al Nordului, armata suedeză a lui Carol al XII-lea a jefuit castelul și i-a distrus fortificațiile. După mai multe decenii, familia Radziwiłł a adus arhitecți germani și italieni să renoveze și să mărească substanțial vila. Antoni Zaleski a decorat fațadele galbene cu lucrări baroce din stuc. Porțile din secolul al XVI-lea au fost reconstruite, iar turnul de poartă cu două etaje a fost încoronat. În acest moment, cele trei clădiri separate ce înconjurau curtea centrală au fost unite într-o singură structură.
Cea mai importantă structură de la Niasviž este biserica Corpus Christi (1587–1603), legată de castel printr-un baraj peste un șanț, biserică ce conține mormintele a 72 de membrii ai familiei Radziwiłł, fiecare cu câte un sicriu simplu din lemn de mesteacăn împodobit cu stema Trąby. Proiectată de arhitectul italian Gian Maria Bernardoni (1541–1605), biserica este considerată a fi primul templu iezuit modelat după Il Gesù din Roma, prima basilică cu dom și fațadă barocă din lume, și prima clădire în stil baroc din Europa de Est.
În afara elaboratelor cavouri princiare, în interior se află fresce aparținând barocului târziu, din anii 1760, precum și altarul Sfintei Cruci, executat de sculptori venețieni în 1583.

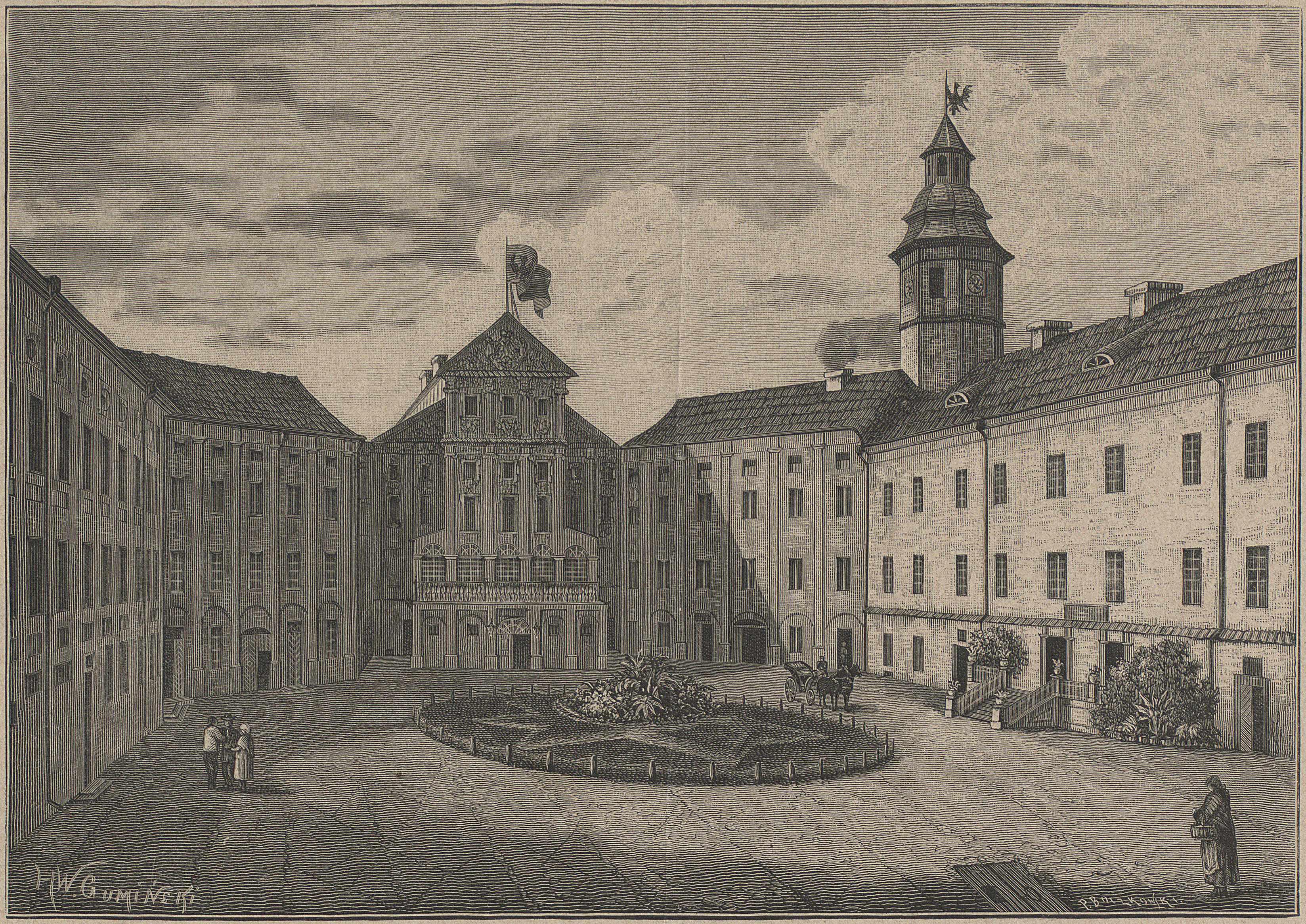
Castelul în secolul al XIX-lea.

În 1770, castelul a fost ocupat de ruși, iar familia Radziwiłł a fost izgonită. La scurt timp, Arhivele Lituaniene au fost transferate la Sankt Petersburg (unde au și rămas), în vreme ce majoritatea operelor de artă adunate în palat au fost împărțite între diverși boieri ruși. Abandonat atât de proprietarii inițiali, cât și de armata rusă, palatul a început să se deterioreze. A fost restaurat însă de familia Radziwiłł și între 1881 și 1886 interioarele au fost renovate de prințul Anton Radizwill și de soția sa, franțuzoaica Marie de Castellane. Ei au proiectat și o grădină în stil englezesc. Cu o suprafață de peste un kilometru pătrat, grădina este unul din cele mari astfel de parcuri din Europa.
În 1939, familia Radziwiłł a fost din nou izgonită din castel de Armata Roșie care a invadat Polonia. În perioada sovietică, castelul a fost utilizat ca sanatoriu, iar parcul a fost neglijat.
În 1994, complexul castelului a fost desemnat monument istoric și cultural la nivel național. După încă 12 ani, el a fost înscris de UNESCO pe lista patrimoniului mondial.

## Reconstrucția
În prezent, castelul este în renovare, lucrări care au fost criticate drept „nejustificate”, ele implicând reconstrucția unor structuri demult demolate, în principal a unui turn-clopotniță. În 2002, etajul superior al reședinței a fost distrus de un incendiu și, după 6 ani ediția belarusă a ziarului Komsomolskaia Pravda a relatat că o secțiune substanțială a castelului, datând din secolul al XVIII-lea, a fost demolată în întregime, pe motiv de „cărămizi deteriorate”.